# Laura Nunnink
Laura Maria Nunnink (26 de janeiro de 1995) é uma jogadora de hóquei sobre a grama neerlandesa, campeã olímpica.

## Carreira
Nunnink integrou a Seleção Neerlandesa de Hóquei sobre a grama feminino nos Jogos Olímpicos de Verão de 2020 em Tóquio, quando conquistou a medalha de ouro após derrotar a equipe argentina na final da competição por 3–1. Nos Jogos Olímpicos de Verão de 2024, em Paris, conquistou a medalha de ouro no torneio feminino do hóquei sobre a grama, após vencer a final contra a equipe chinesa por pênaltis.